# Ukna kyrka
Ukna kyrka är en kyrkobyggnad i Ukna i Linköpings stift. Den är församlingskyrka i Ukna församling.

## Kyrkobyggnaden
Omkring en kilometer nordväst om nuvarande kyrkplats fanns en medeltida kyrka vid prästbostället Storhammar, som uppfördes på 1200-talet. Numera är medeltidskyrkan ruin.
Nuvarande kyrka uppfördes åren 1836–1838 av byggmästare Jonas Jonsson efter ritningar av arkitekt Pehr Axel Nyström d.ä. Kyrkan har en stomme av tegel och består av ett långhus orienterat i nordost-sydvästlig riktning. Vid nordöstra sidan finns koret med en utbyggd absid och vid sydvästra sidan finns också en absid. Vid nordvästra långsidan finns en vidbyggd sakristia och vid sydöstra långsidan finns ett kyrktorn med lanternin. Taken på långhus, torn, lanternin och absider är täckta av plastbelagd svart plåt.

## Inventarier
- I korets södra del finns en dopfunt av granit samt två piedestaler i samma material. Dessa tillkom 1988-1989 och är från Kasinge i Ukna socken och delvis en gåva av AB Bohussten.
- Nuvarande predikstol tillkom vid en renovering 1901. Vid en renovering 1938 tillkom ett nygjort ljudtak krönt med ett emblem från den gamla kyrkans predikstol.
- I kyrkan finns en gravhäll från den gamla kyrkan med runinskrift – se Smålands runinskrifter 145.

### Orgel
- År 1743 sattes en orgel i koret över klockarens stol. Det skänktes av Carl Gustaf Boije af Gennäs (1687-1769).[1]
- Organisten Olof Kinberg byggde en orgel med 5 stämmor som kostade 300 daler.
- År 1836 byggde Pehr Zacharias Strand, Stockholm en orgelm med 7 1/2 stämmor.
- Nuvarande orgel, som tillkom 1937, är tillverkad av Gebrüder Rieger, Jägerndorf, Tjeckoslovakien. Fasaden är delvis från 1836 års orgel. Orgeln har pneumatisk traktur och registratur. 2019-2020 utförde firman Tostareds  Kyrkorgelfabrik en renovering av orgeln.

| Huvudverk I   | Svällverk II              | Pedal        | Koppel | Kombination        |
| Bourdun 16’   | Holzflöte 8’              | Subbas 16'   | I/P    | En fri kombination |
| Principal 8’  | Viola di Gamba 8’         | Echobass 16’ | II/P   |                    |
| Salicional 8’ | Vox coelestis 8’          | Oktavbass 8’ | II/I   |                    |
| Oktava 4’     | Italienische Principal 4’ | Bassflöte 4’ |        |                    |
| Rohrflöte 4’  | Nazard 2 2/3’             |              |        |                    |
| Piccolo 2’    | Nachthorn 2’              |              |        |                    |
| Mixtur 4 f    | Terzian 2 f               |              |        |                    |
|               | Zimbel 3 f                |              |        |                    |
|               | Oboe 8’                   |              |        |                    |
|               | Tremolo                   |              |        |                    |
|               | Crescendosvällare         |              |        |                    |

## Galleri

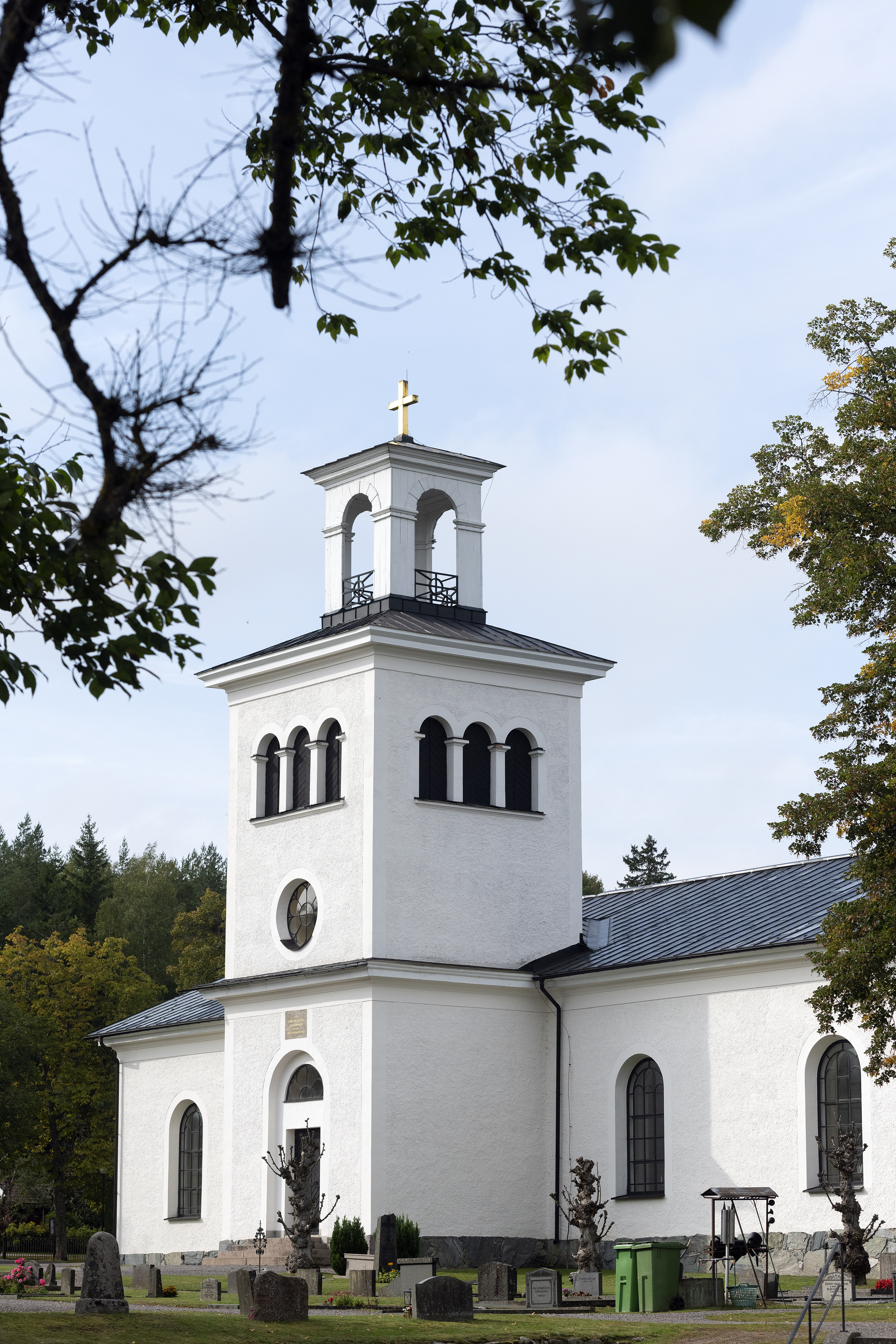
Ukna kyrka 2023.
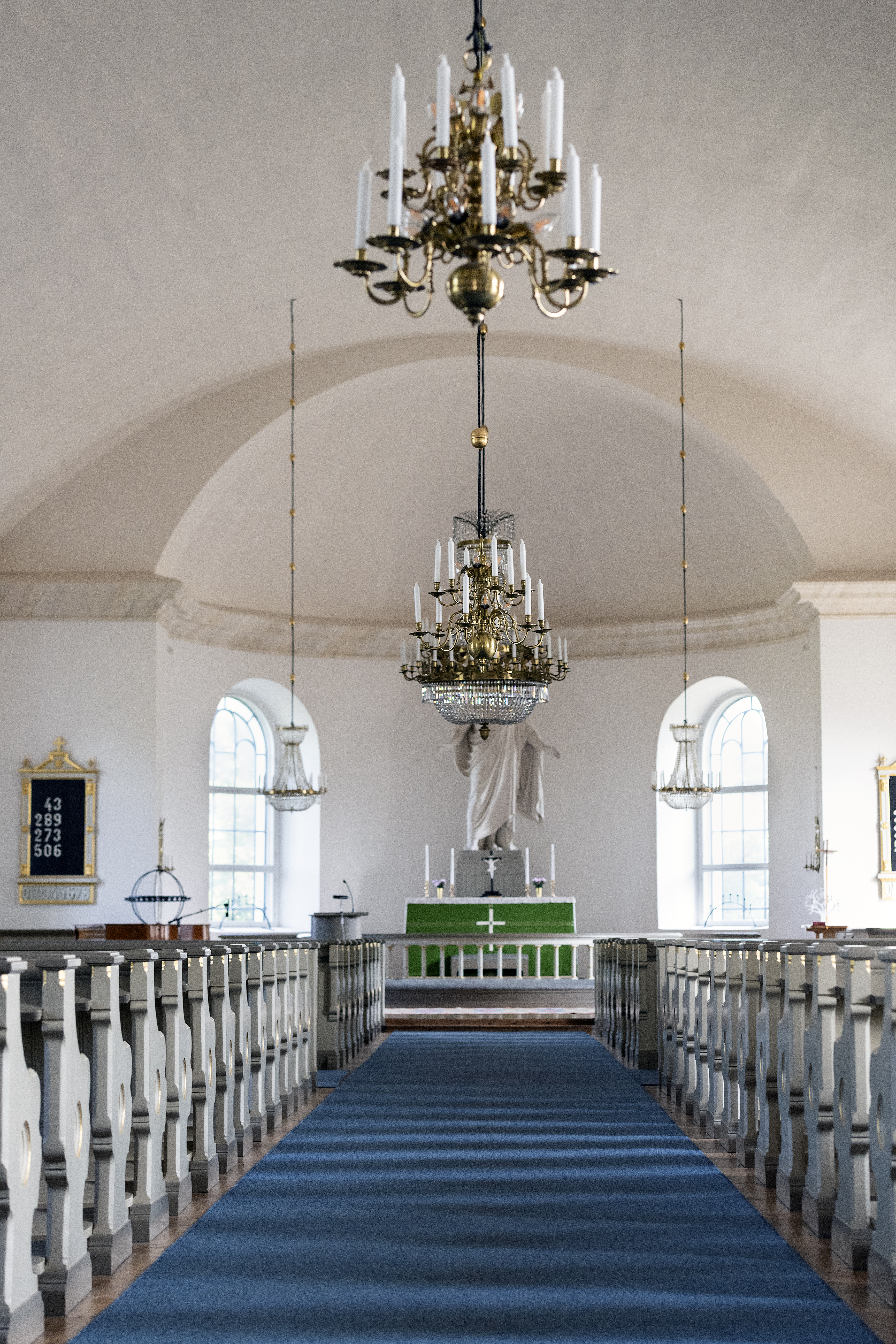
Ukna kyrka långhus med korabsid.
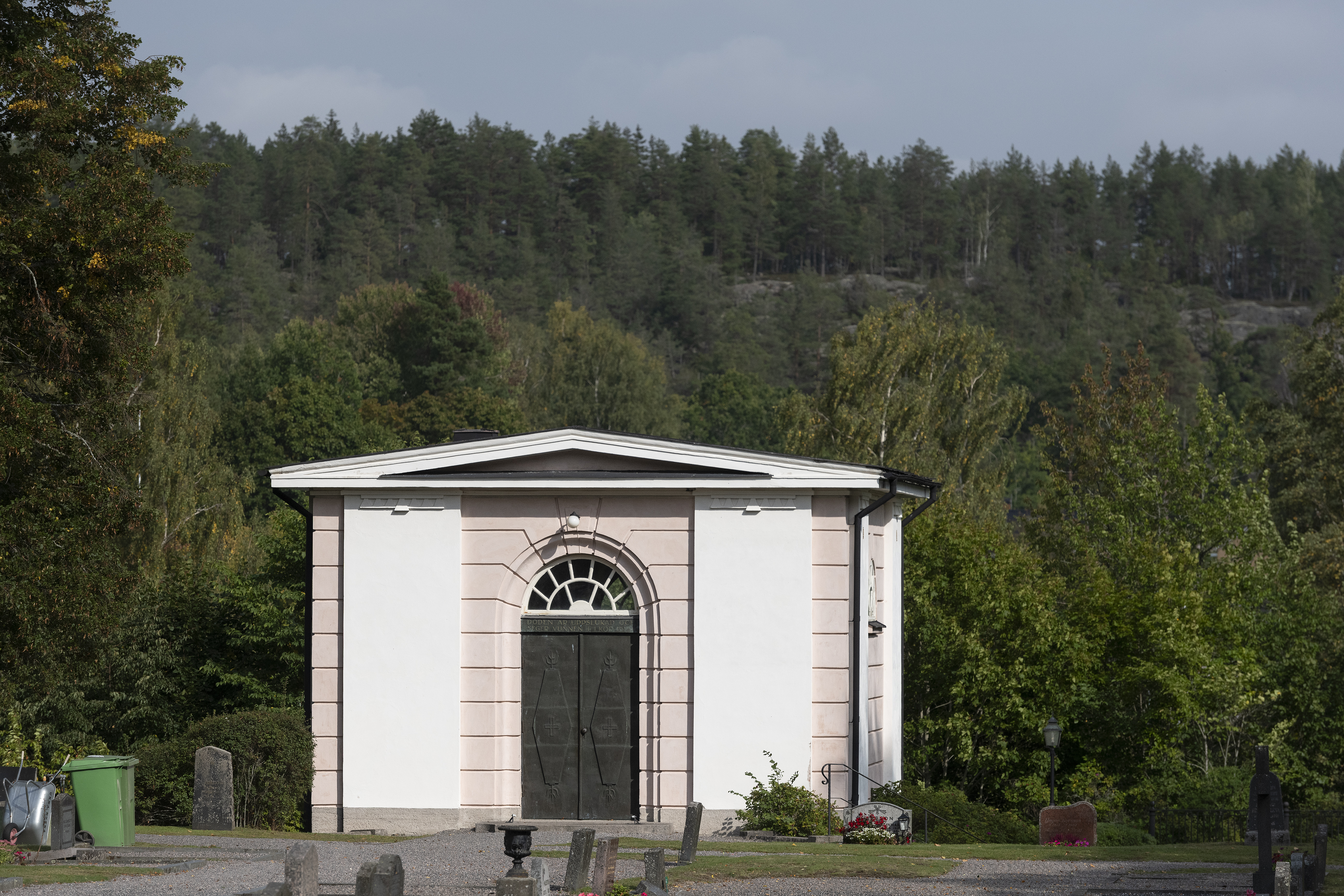
Ukna gravkapell.
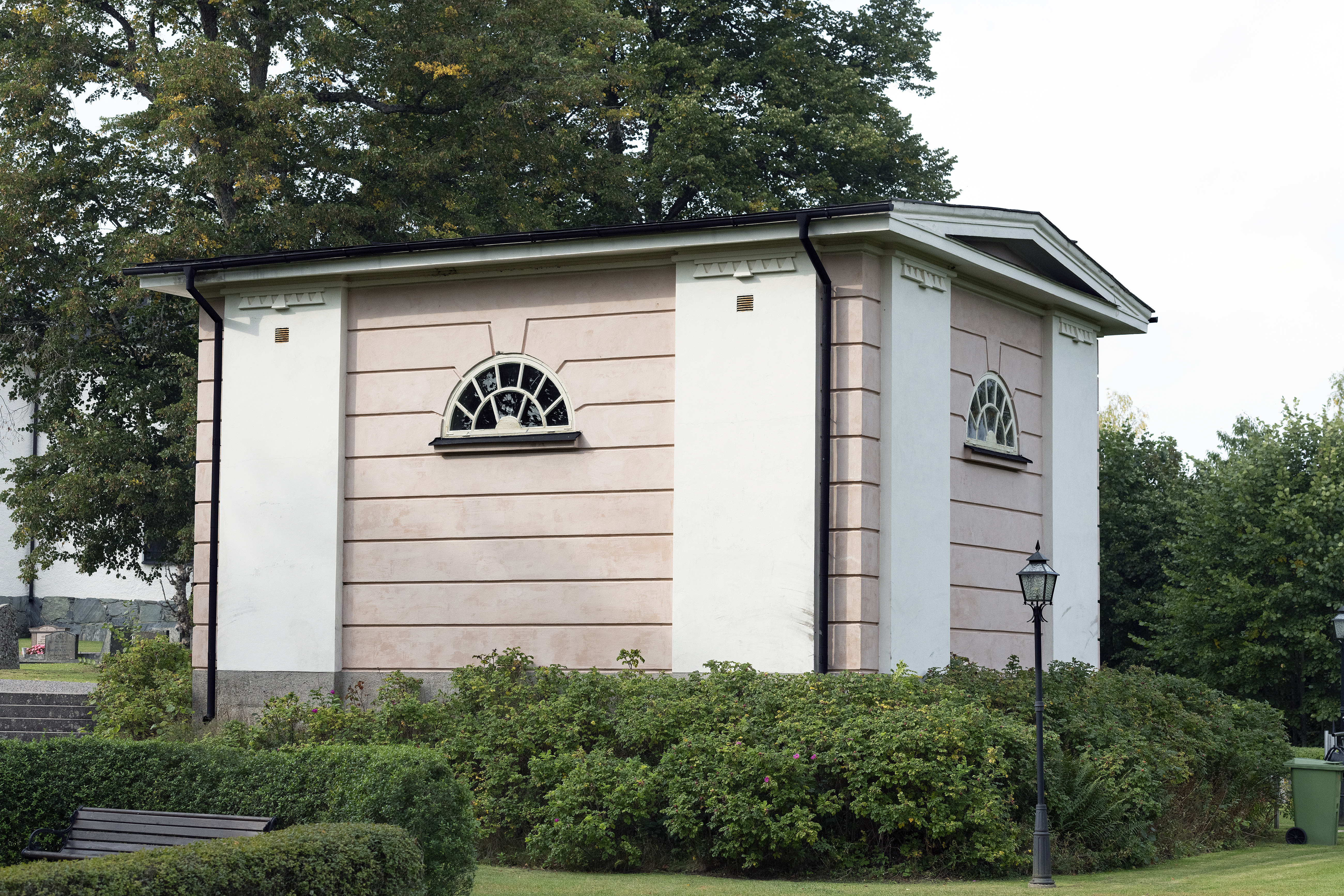
Ukna gravkapell.
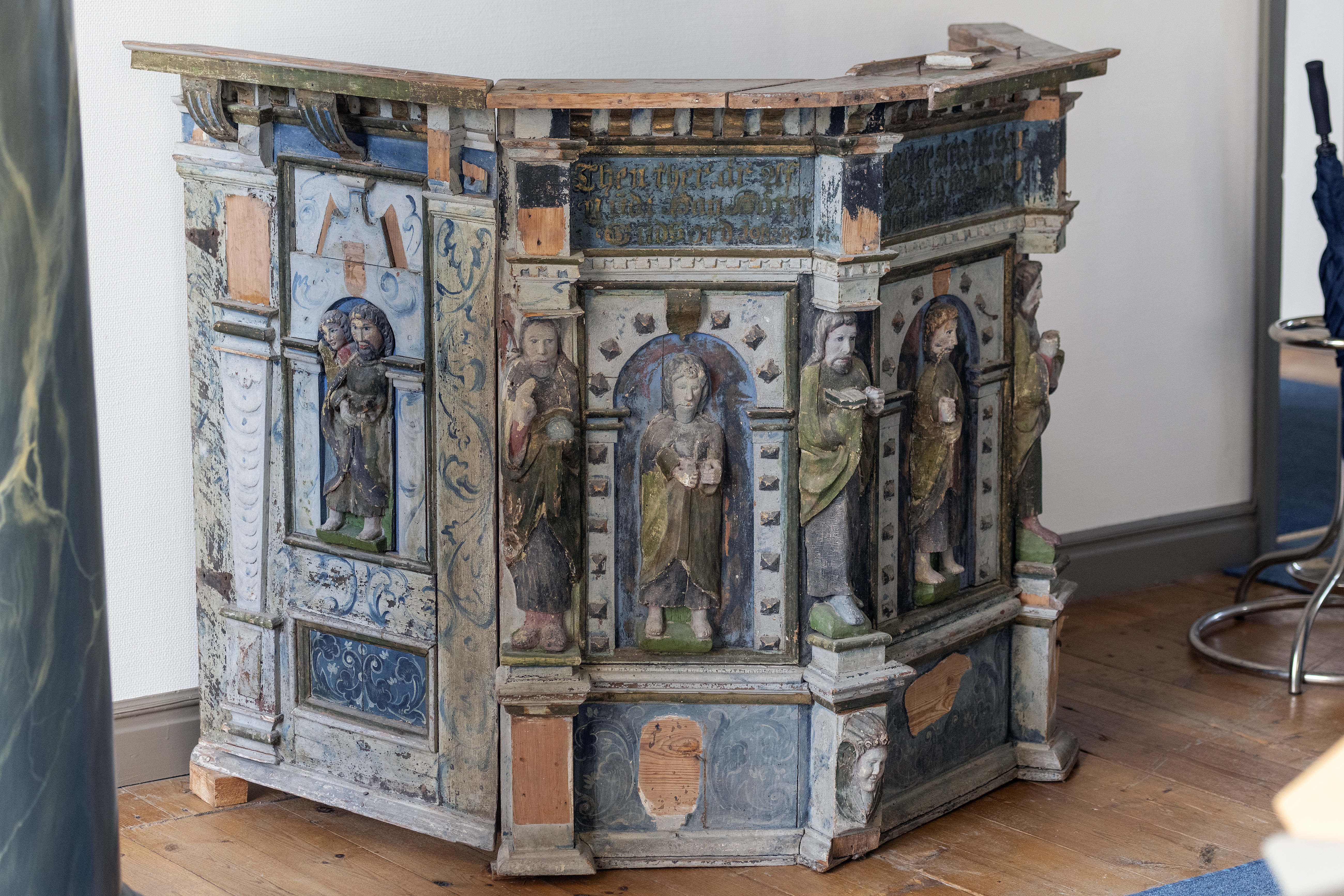
Ukna kyrka gamla predikstolen.
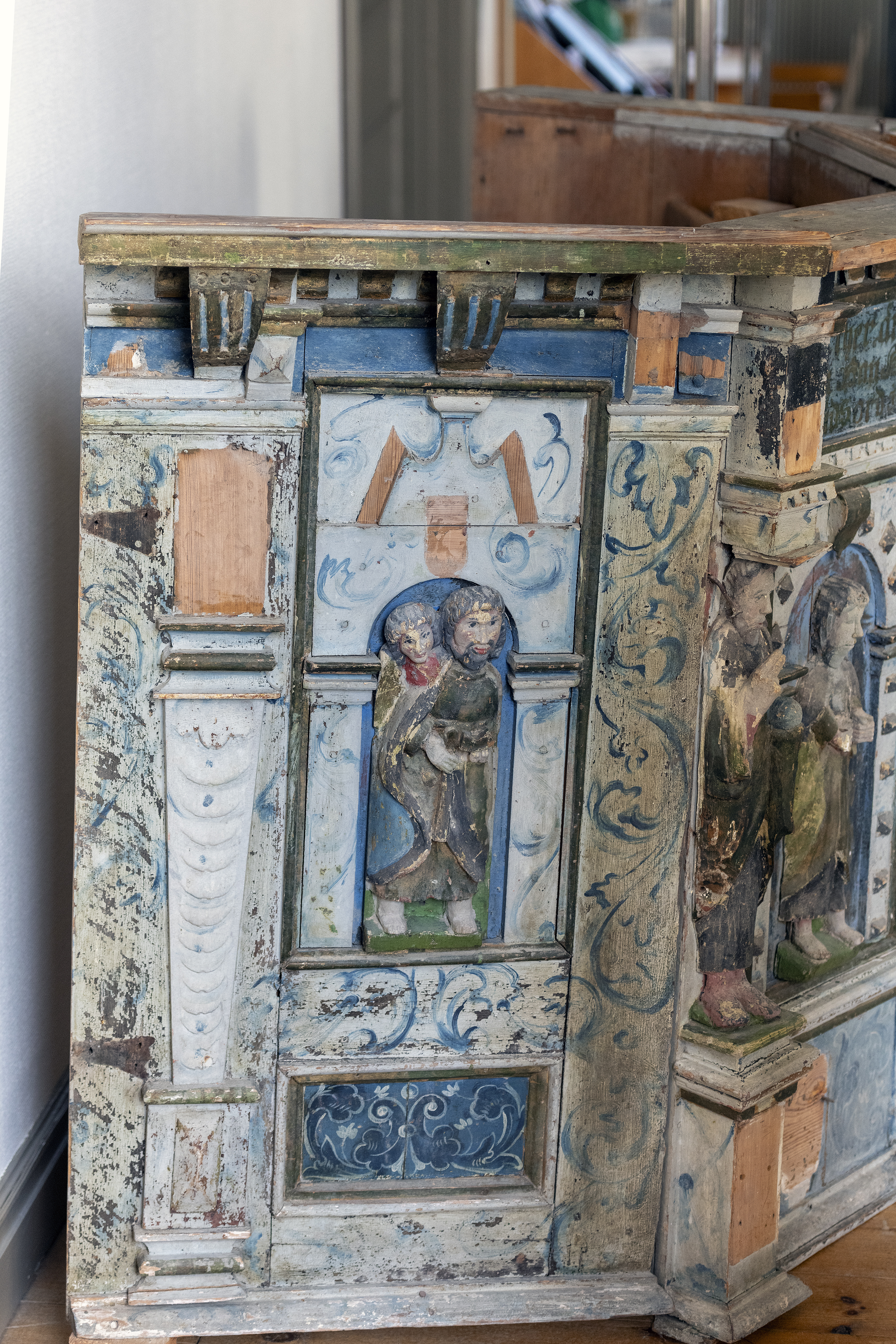
Ukna kyrka gamla predikstolen.
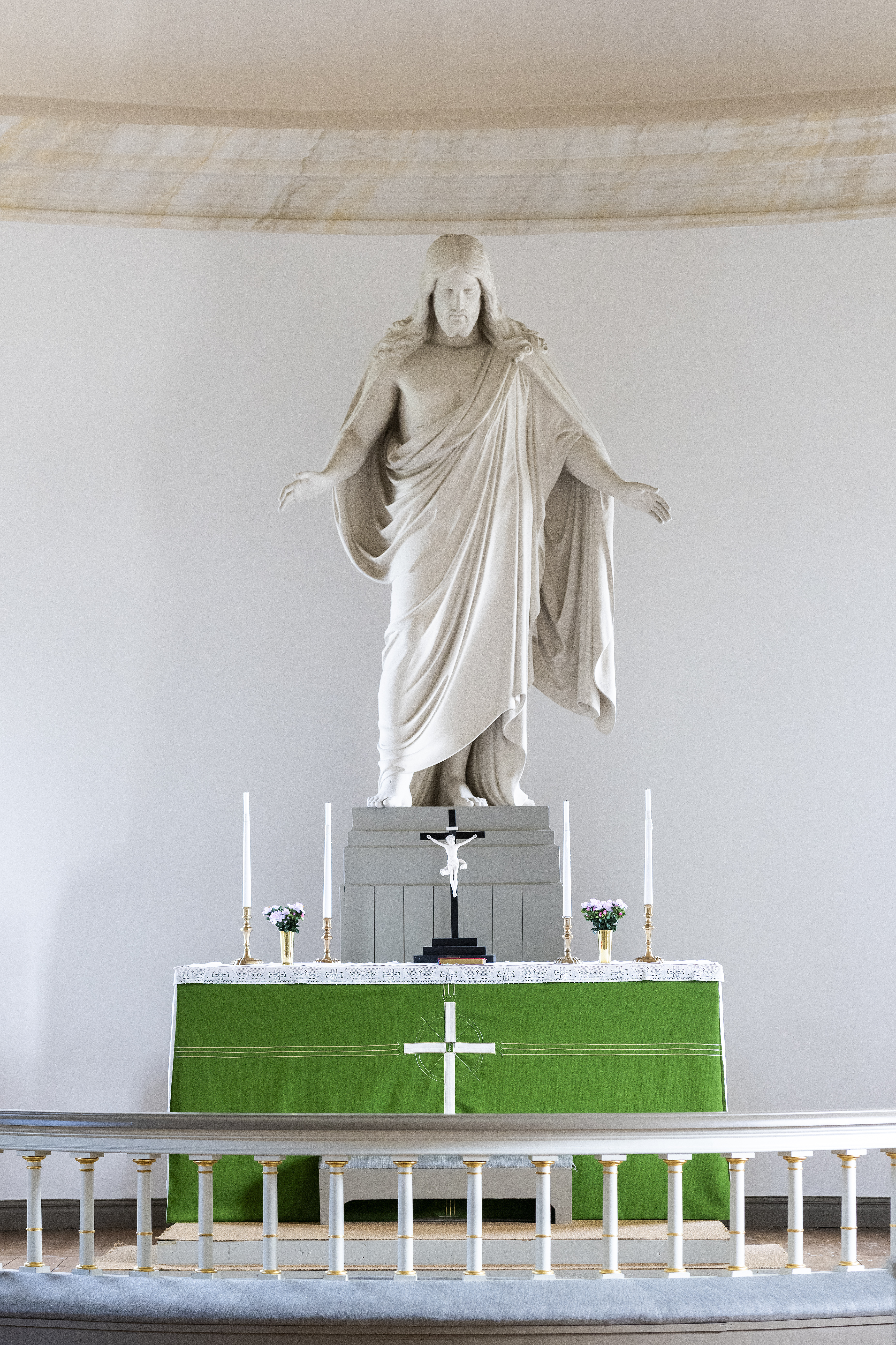
Ukna kyrka altarkors, kopia av Torvaldsens Kristus.
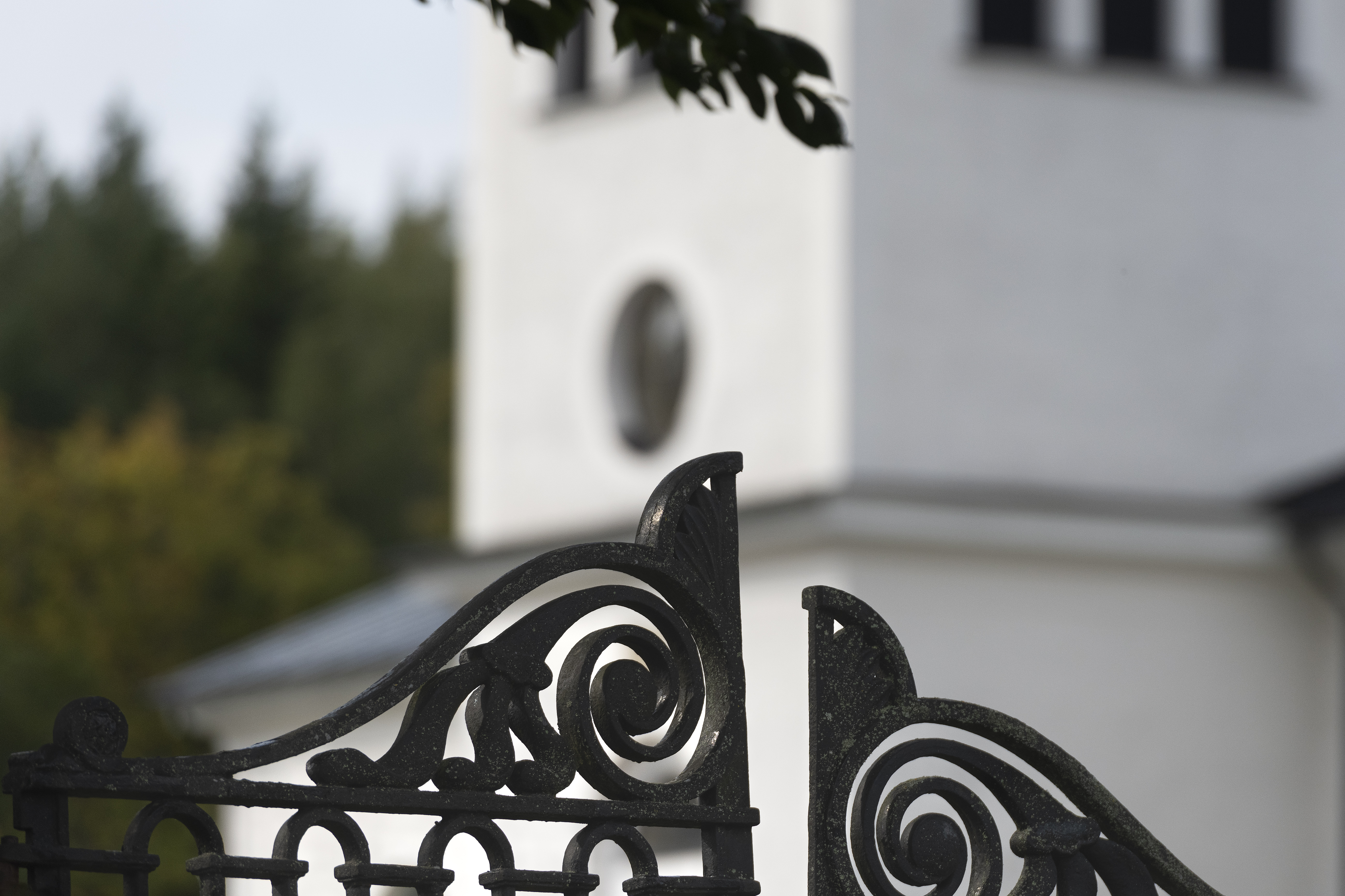
Detalj av järngrind.
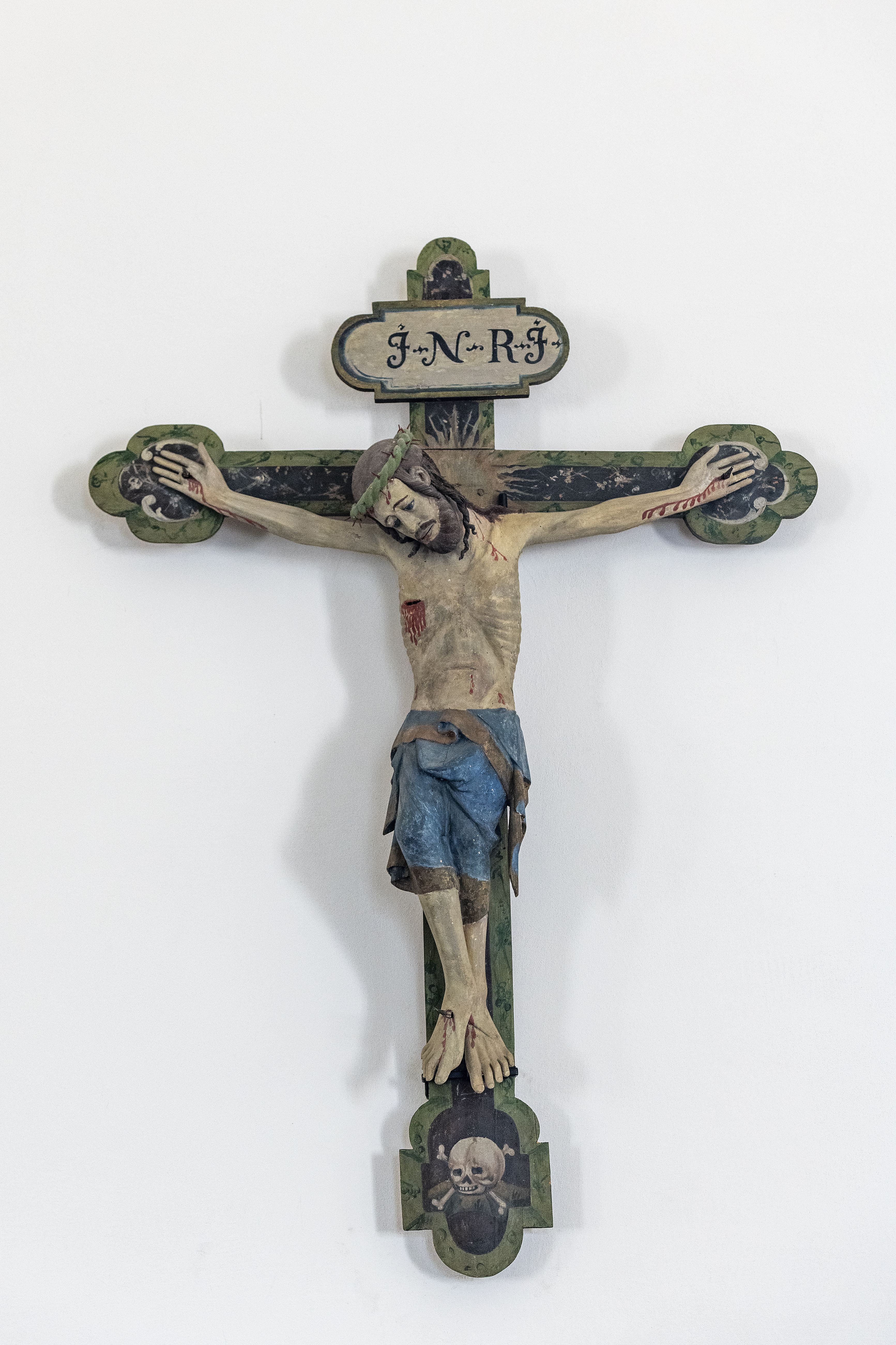
Triumfkrucifix från Uknas kyrkas medeltida föregångare.
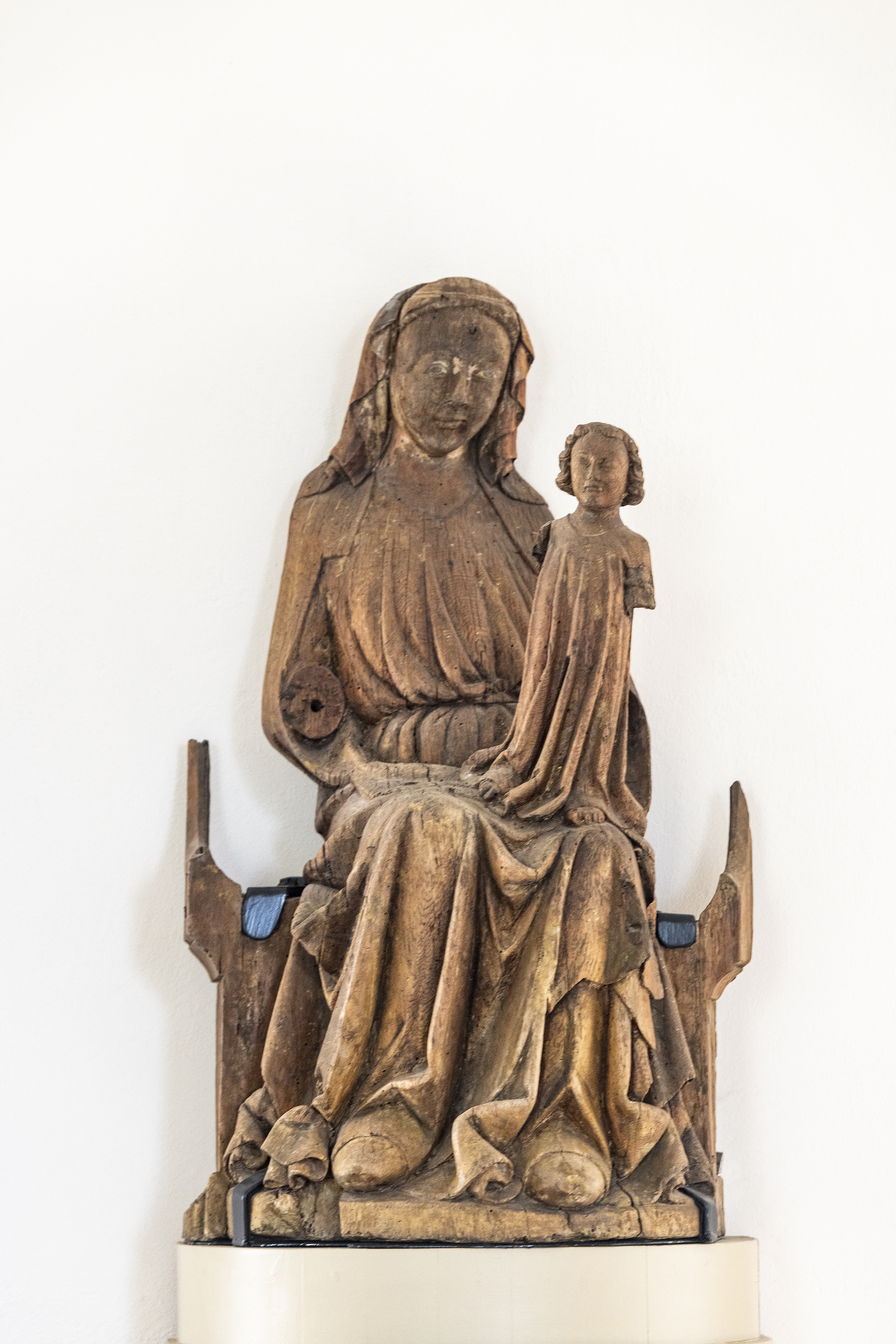
Madonnabild från Uknas kyrkas medeltida föregångare.
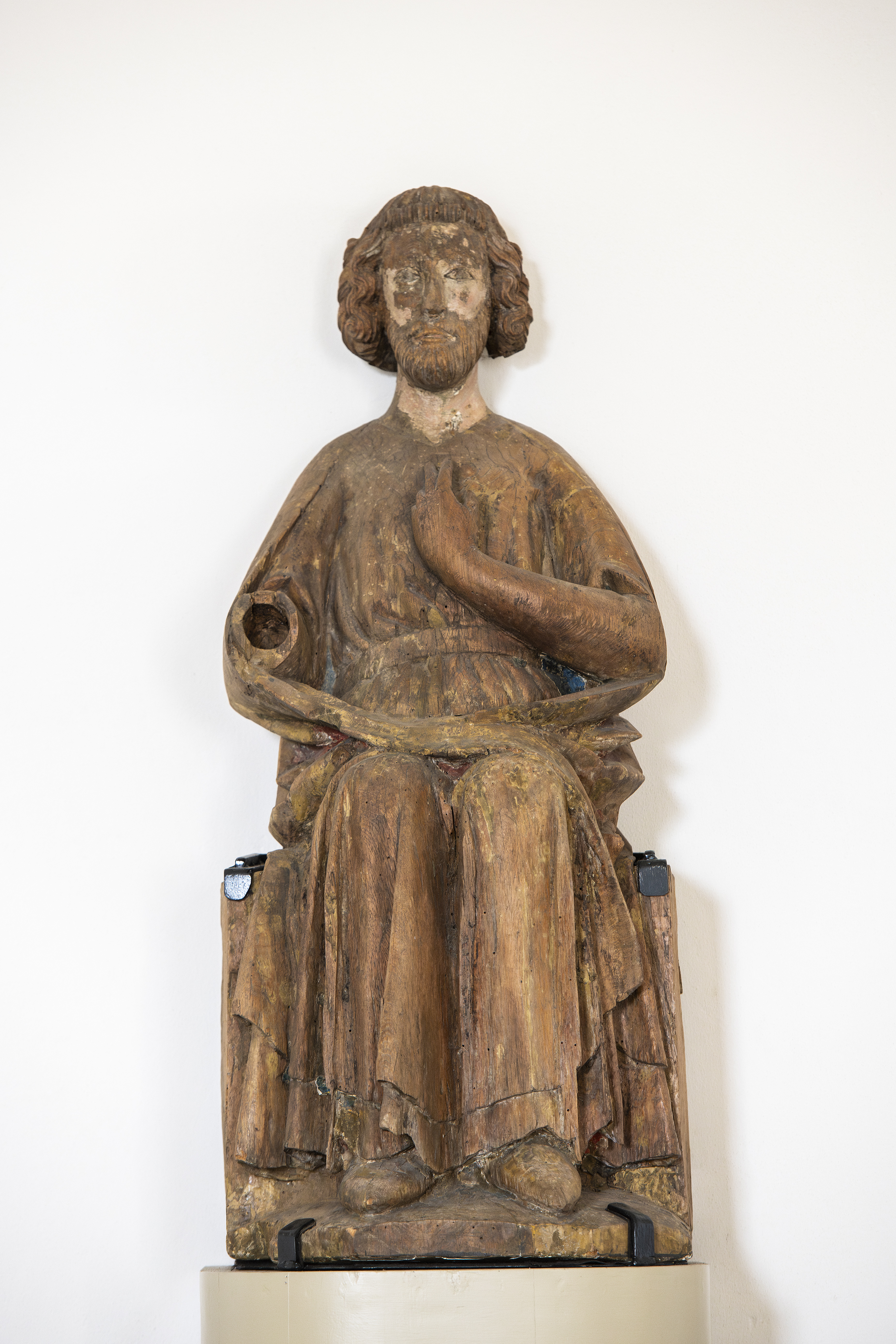
Träskulptur från Uknas medeltida kyrka.
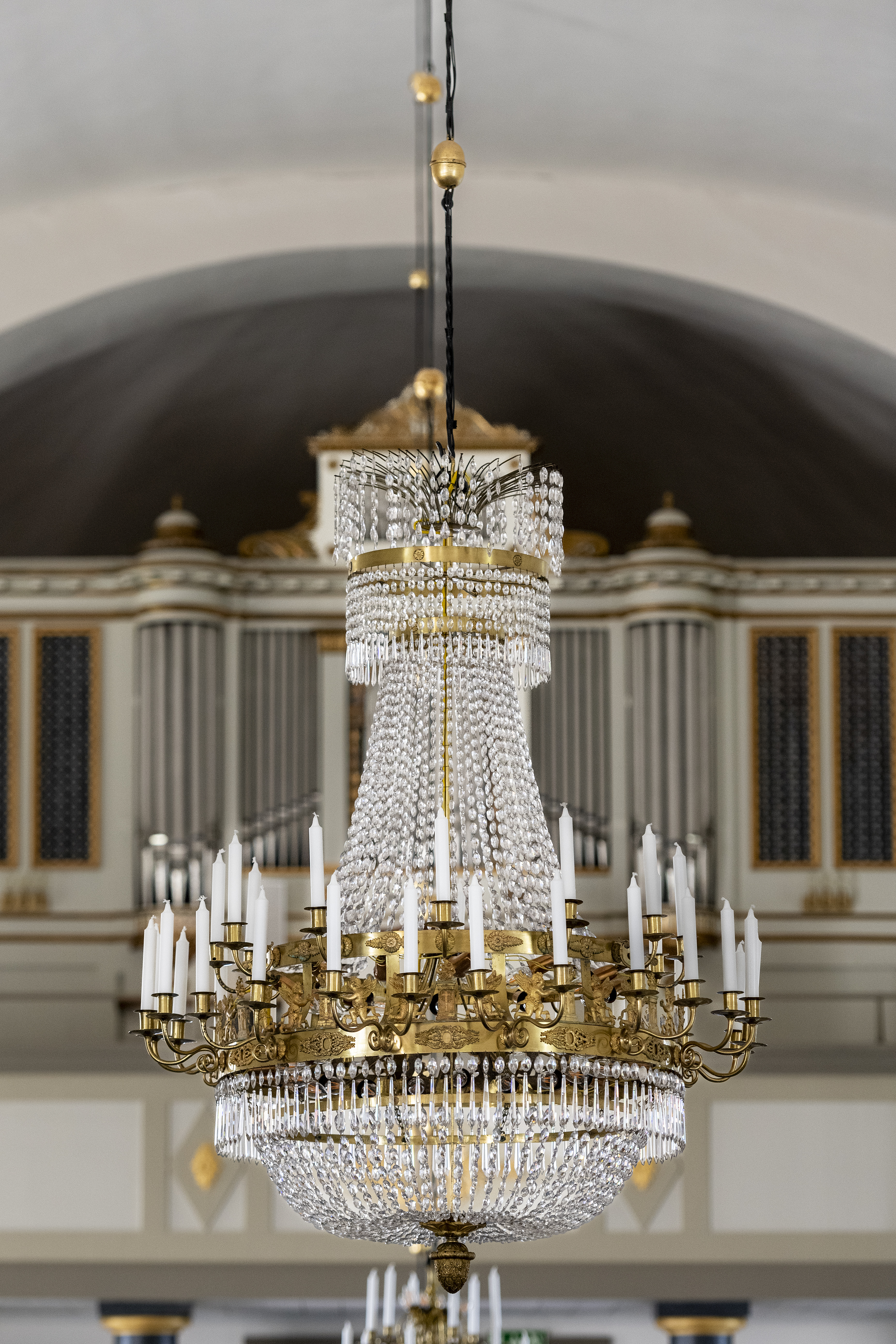
Ukna kyrka modern kristallkrona.
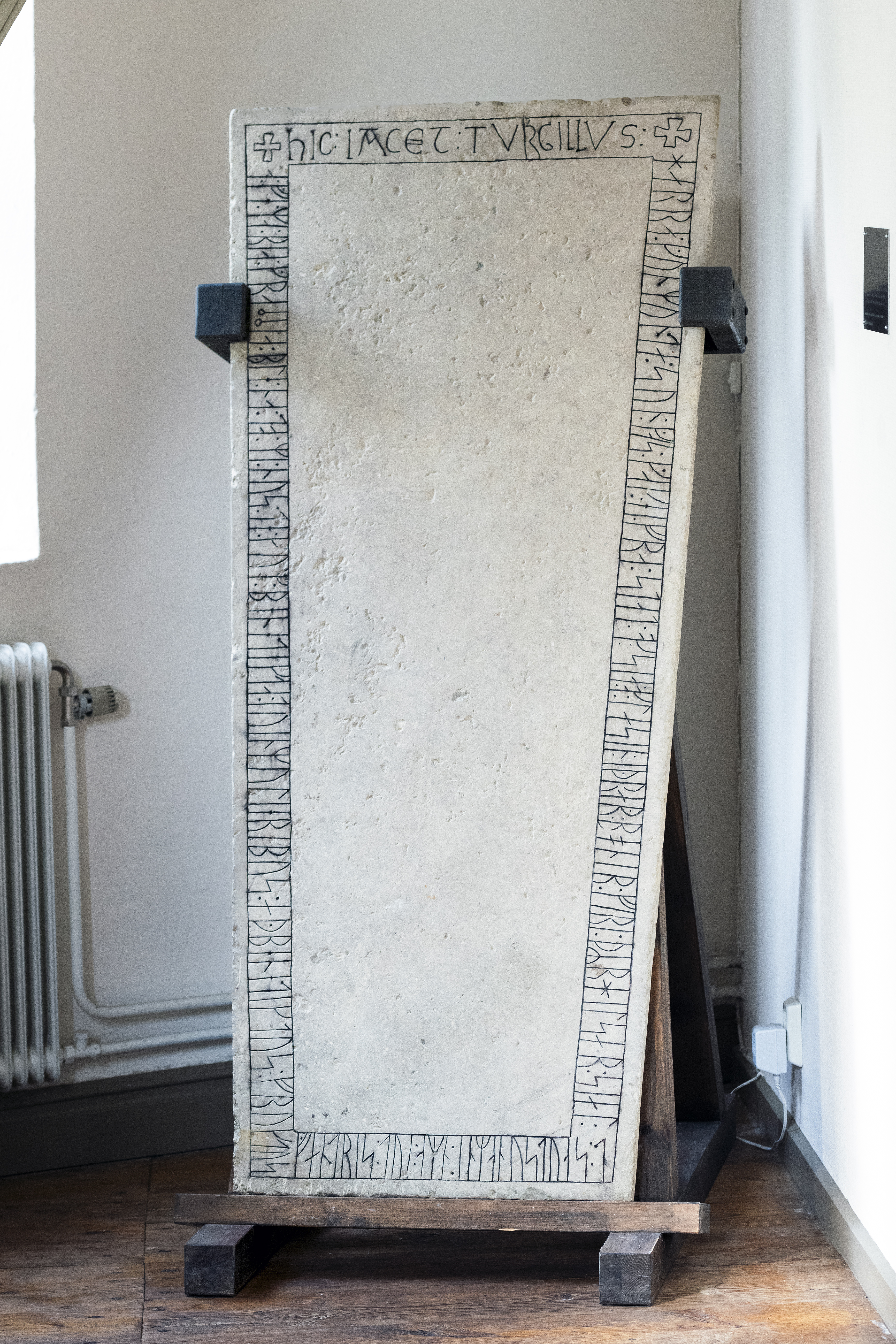
Gravhäll från Ukna medeltida kyrka. Sm 145.